# Aeroportul Regional Garfield County
Aeroportul Regional Garfield County (IATA: RIL, ICAO: KRIL, FAA LID: RIL) este un aeroport din Colorado, Statele Unite ale Americii ce deservește zona Comitatul Garfield, Colorado. Aeroportul a fost tranzitat în 2019 de 606 pasageri. A fost numit după zona deservită.
Situat la o altitudine de 1.691 m, aeroportul dispune de 1 pistă.

## Infrastructură

### Piste
Aeroportul dispune de o singură pistă. Pista 08/26 are suprafața de asfalt și dimensiunile 7.000 picioare × 100 picioare. 